# Jaakko Friman
Jaakko Johannes Friman (* 13. Januar 1904 in Tampere; † 17. Februar 1987 ebenda) war ein finnischer Eisschnellläufer.
Friman, der für den Tampereen Pyrintö startete, wurde bei der finnischen Meisterschaft 1928 Neunter und holte bei den Olympischen Winterspielen 1928 in St. Moritz die Bronzemedaille über 500 m. Im folgenden Jahr nahm er an der Mehrkampf-Weltmeisterschaft in Oslo teil, die er aber vorzeitig beendete. Des Weiteren trat er bei der Mehrkampf-Weltmeisterschaft 1934 in Helsinki und bei der Mehrkampf-Europameisterschaft 1935 in Helsinki an, beendete aber ebenfalls beide Wettbewerbe vorzeitig.

## Persönliche Bestleistungen
| Disziplin | Zeit        | Datum            | Ort        |
| --------- | ----------- | ---------------- | ---------- |
| 500 m     | 43,6 s      | 11. Februar 1928 | St. Moritz |
| 1500 m    | 2:30,5 min  | 11. Februar 1934 | Turku      |
| 5000 m    | 9:33,9 min  | 14. Januar 1928  | Tampere    |
| 10000 m   | 19:50,0 min | 15. Januar 1928  | Tampere    |